# SATA Air Açores
La SATA Air Açores è una linea aerea portoghese con sede a São Sebastião, Ponta Delgada, nelle isole Azzorre. Opera come vettore aereo di passeggeri, merci e servizio postale nell'arcipelago della Azzorre, provvede in proprio alla manutenzione e ai servizi di handling e dirige quattro aeroporti regionali. La sua base principale si trova presso l'Aeroporto Giovanni Paolo II di Ponta Delgada. Possiede anche un'altra società controllata per voli a medio e lungo raggio, la Azores Airlines, la ex SATA International.

## Storia

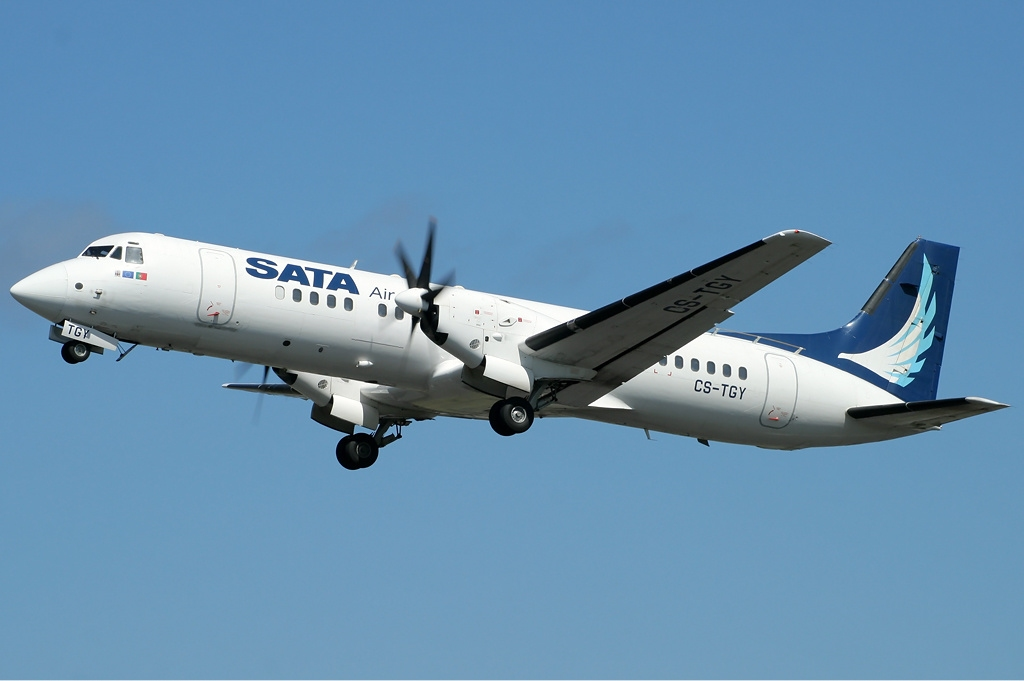
L'oggi non più operativo SATA Air Açores British Aerospace ATP

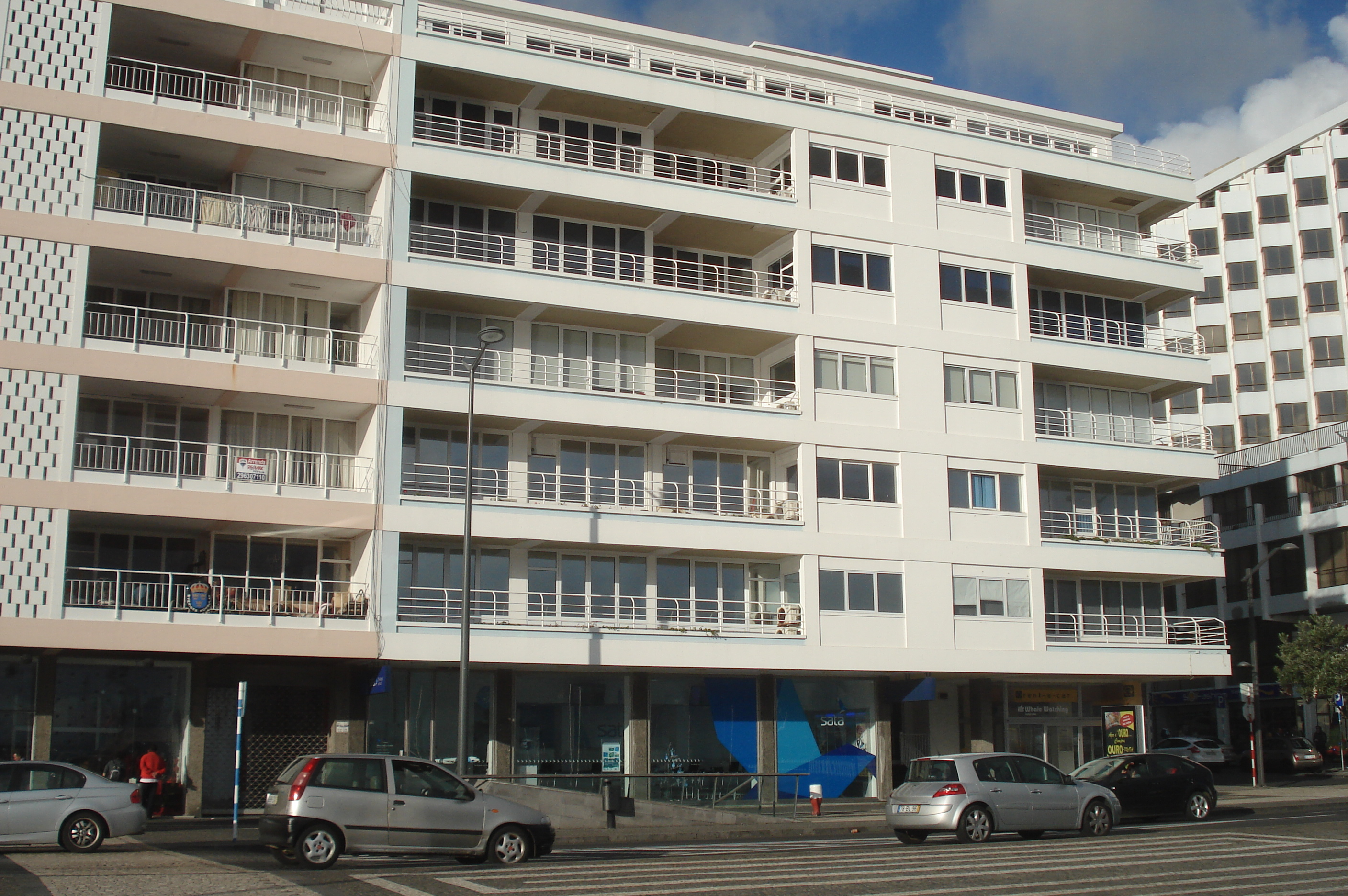
La direzione generale SATA a Ponta Delgada

Il 21 agosto 1941 un gruppo di investitori comprendente Augusto Rebelo Arruda, José Bensaude, Augusto d'Athayde, Corte Real Soares de Albergaria, Albano de Freitas da Silva e la società Bensaude & Co. Lda. (attraverso il suo amministratore delegato António de Medeiros e Almeida) fondò la Sociedade Açoreana de Estudos Aéreos Lda. per esaminare la fattibilità di sviluppare una linea aerea che collegasse l'arcipelago delle Azzorre con il Portogallo continentale e per ottenere la concessione governativa per tale attività.
Il primo volo della nuova aerolinea ebbe luogo nel giugno 1947 partendo dall'aeroporto di Santa Maria, sull'omonima isola delle Azzorre, il 7 giugno 1947. Il volo fu operato da un bimotore Beechcraft D18S (chiamato Açor, astore, in portoghese), al comando del capitano-pilota Marciano Veiga, con sette passeggeri a bordo.
Il governo portoghese fornì una concessione provvisoria all'aviolinea, che forniva un servizio postale, trasporto passeggeri e trasporto merci tra gli aeroporti delle isole São Miguel (Aeroporto di Santana fino al 1969), Terceira (ad Achada, Lajes) e Santa Maria.
Al 23 maggio 1948 la compagnia aerea aveva ricevuto due velivoli supplementari de Havilland DH.104 Dove. Il 5 agosto 1948 uno dei Beechcraft mancò il decollo e crollò a terra: tutti i passeggeri e l'equipaggio morirono nell'incidente, provocando la sospensione delle operazioni di volo.
Due nuovi DH.104 Dove da 9 passeggeri furono consegnati il 23 maggio 1949 e un Douglas DC-3  Dakota (CS-TAD), con la capacità di 26 passeggeri entrò in servizio il 1º luglio 1964.
Nel 1969 l'aeroporto di Nordela (che verrà poi rinominato Aeroporto Giovanni Paolo II International) a Ponta Delgada inaugurò il traffico civile e divenne base operativa della SATA. Nel 1971 la TAP Portugal iniziò il suo servizio Lisbona-Ponta Delgada e l'aeroporto di Horta sull'isola di Faial fu inaugurato il 24 agosto 1971.
L'aviolinea rimpiazzò finalmente nel 1972 la sua datata flotta con i velivoli a turboelica Hawker Siddeley HS 748, dotati di maggior capacità e raggio di azione, che voleranno tra i nuovi aeroporti costruiti in tutte le isole dell'arcipelago (tra il 1981 e il 1983). Nel 1976 l'Aeronautica militare portoghese offrì due Douglas DC-6 con raggio di azione continentale. Essi verranno in effetti utilizzati durante uno sciopero della TAP, il che consentì alla SATA di estendere i suoi servizi di trasporto a Lisbona. A tutto il 14 aprile 1977 l'aviolinea aveva trasportato 1 milione di passeggeri in tutto il mercato locale.
Nata originariamente come compagnia privata (il cui 50% era nelle mani della Bensaude & Co.Lda.), il 17 ottobre 1980 divenne proprietà dello stato, che operava alle disposizioni del governo regionale delle Azzorre e della TAP. Divenne firmataria della European Regions Airline Association (ERA) e della International Air Transport Association (IATA) nel 1980 quando divenne una società pubblica, come rimase fino al 2014. Nel 1980 cambiò il suo nome in SATA Air Açores.
Tra il 1989 e il 1990 i velivoli Hawker Siddeley HS 748 furono gradualmente rimpiazzati dai BAe ATP, dopo che il primo di essi (denominato Santa Maria) era entrato in servizio nel 1989.
Infine altri velivoli furono aggiunti, riflettendo la politica regionale, e ciascuno di essi ebbe il nome di un'isola, compreso un piccolo Dornier Do 228 che fu aggiunto per collegare la piccola isola di Corvo, che sostituì un CASA C-212 Aviocar serie 100 operato dalle Forze aeree portoghesi. Un programma di rivitalizzazione ebbe inizio nell'ultima parte dell'anno 2000 per razionalizzare e ammodernare i velivoli esistenti, con il risultato di una concorrenza fra ATR e Bombardier per fornire i necessari apparecchi che soddisfacessero alle esigenze dell'arcipelago. La decisione i velivoli Bombardier di nuova generazione non fu priva di controversie. L'ultima fase del rinnovo della flotta, che concordava con il piano a 15-20 anni, ebbe inizio nel luglio 2009, con l'entrata in servizio di due Bombardier Q200. Il primo della serie (quattro in tutto) arrivò alla fine di gennaio 2010; il secondo arrivò l'11 febbraio e i rimanenti in marzo. I loro due motori PW150A consentono ai velivoli una velocità di crociera di 667 km/ora, trasportando confortevolmente 80 passeggeri per distanze fino a 2500 km, segnatamente entro i limiti dell'arcipelago.

## Livrea
SATA adottò un nuovo logo con la revitalizzazione della nuova flotta; riferendosi come Blue Island Açor, esso fu inaugurato con la comparsa del primo velivolo Bombardier aircraft, il Q200. È una composizione geometrica di nove forme, rappresentanti le nove isole dell'arcipelago, riunite nel formare un immaginario onnipresente Açor.

## Flotta

### Flotta attuale

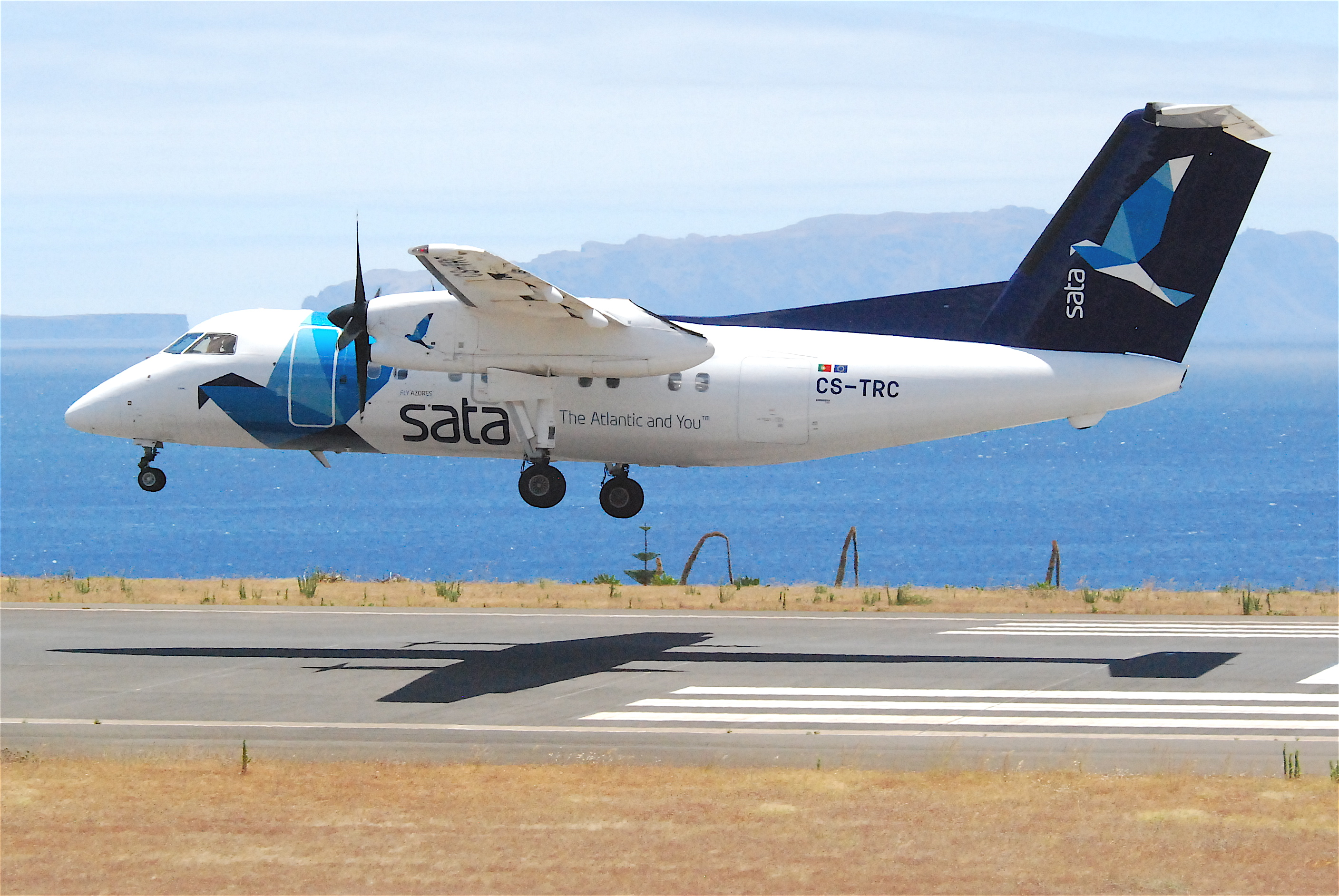
Un Dash-8-Q202.

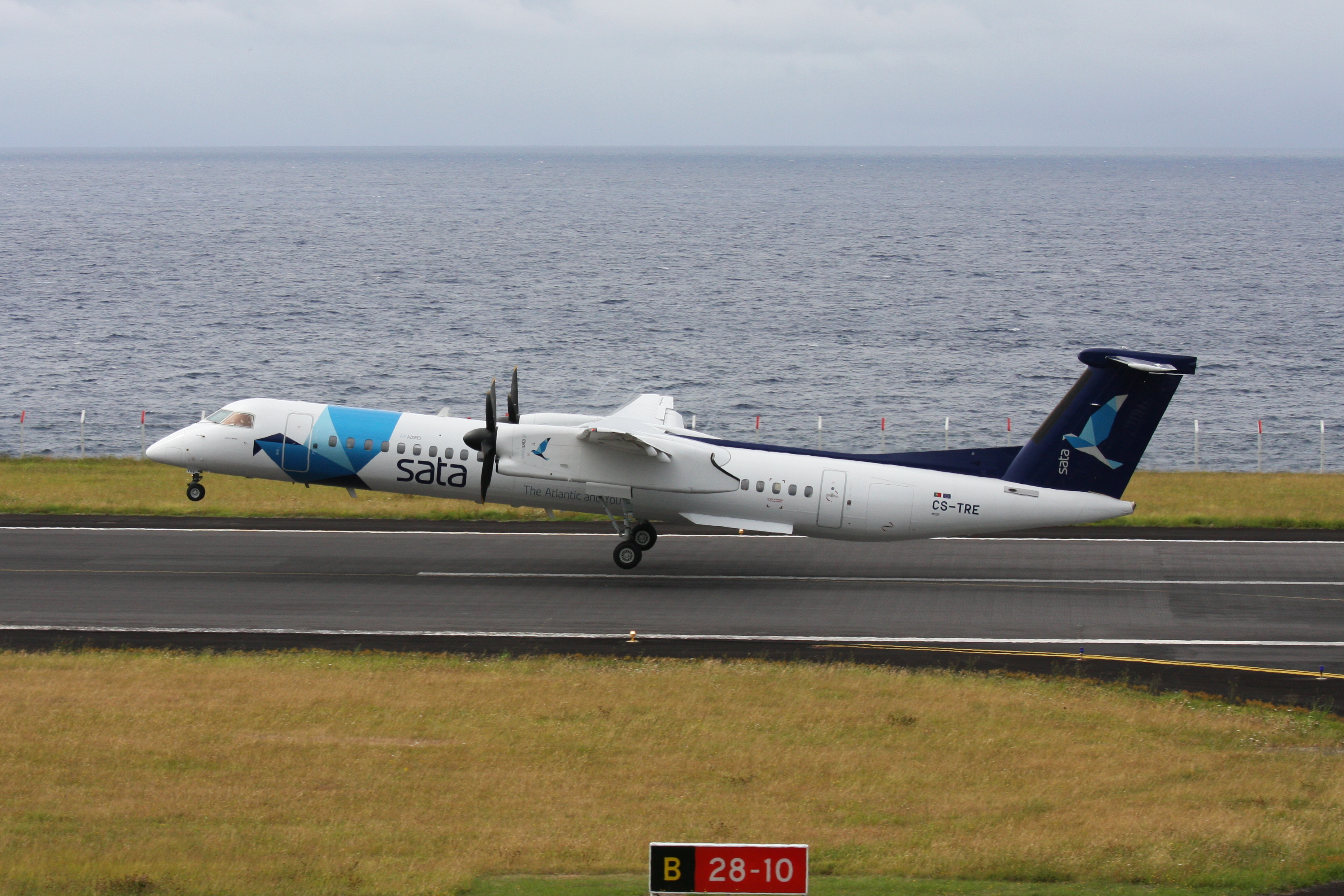
Un Dash 8Q-400.

A febbraio 2024 la flotta di SATA Air Açores risulta composta dai seguenti aeromobili:

### Flotta storica

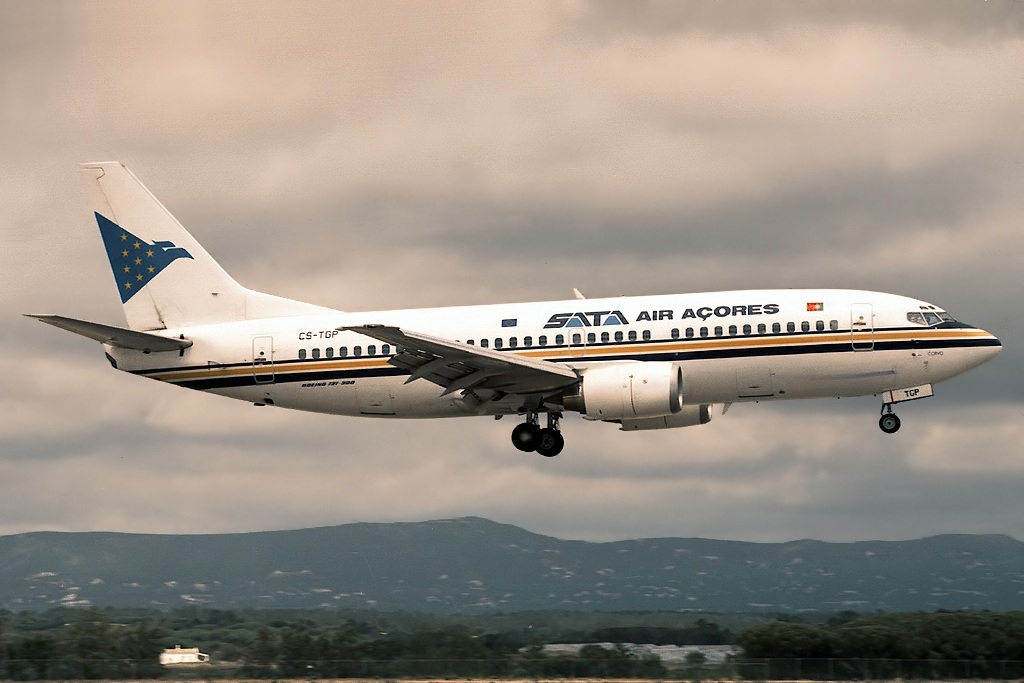
Un vecchio Boeing 737-3Q8.

Nel corso degli anni, SATA Air Açores ha operato con i seguenti aeromobili:
- BAe ATP
- British Aerospace 146
- Douglas DC-3
- Douglas DC-6
- Dornier 228
- Hawker Siddeley HS 748
- de Havilland DH.104 Dove

## Incidenti
- L'11 dicembre 1999 un British Aerospace ATP operante il volo SATA Air Açores 530M, si schiantò sull'Isola di São Jorge nelle Azzorre. In rotta fra gli aeroporti di Ponta Delgada e di Horta, stava scendendo durante una violenta pioggia e turbolenza. La combinazione delle condizioni atmosferiche, il mancato utilizzo da parte dei piloti del radar meteorologico di bordo, la navigazione poco precisa e la scarsa altitudine tenuta dal velivolo al di sotto dei minimi di sicurezza provocarono il crollo a terra del velivolo nella falda settentrionale del Pico da Esperança. Tutte le 35 persone a bordo perirono.[10]